# ラマト・ガン
ラマト・ガン（ヘブライ語: רָמַת גַּן、 (audio)）は、イスラエルのテルアビブ地区の都市であり、テルアビブ市の東に位置している。世界的に重要なダイヤモンド取引所の一つを抱え、数多くのハイテク産業が密集、イスラエルで最も高いビルであるモシェ・アヴィヴ・タワーがそびえ立っている。イスラエルサッカー協会の本部、サッカーイスラエル代表のホームスタジアムがある。
ラマト・ガンは1921年、モシャバ（共同農業集落、キブツのような共同所有の農場ではない私有地による農場）として創設された。
イスラエル中央統計局によると2009年現在で、市の人口は14万5000人である。現在の市長は、イスラエル・ジネガルである。

## 歴史

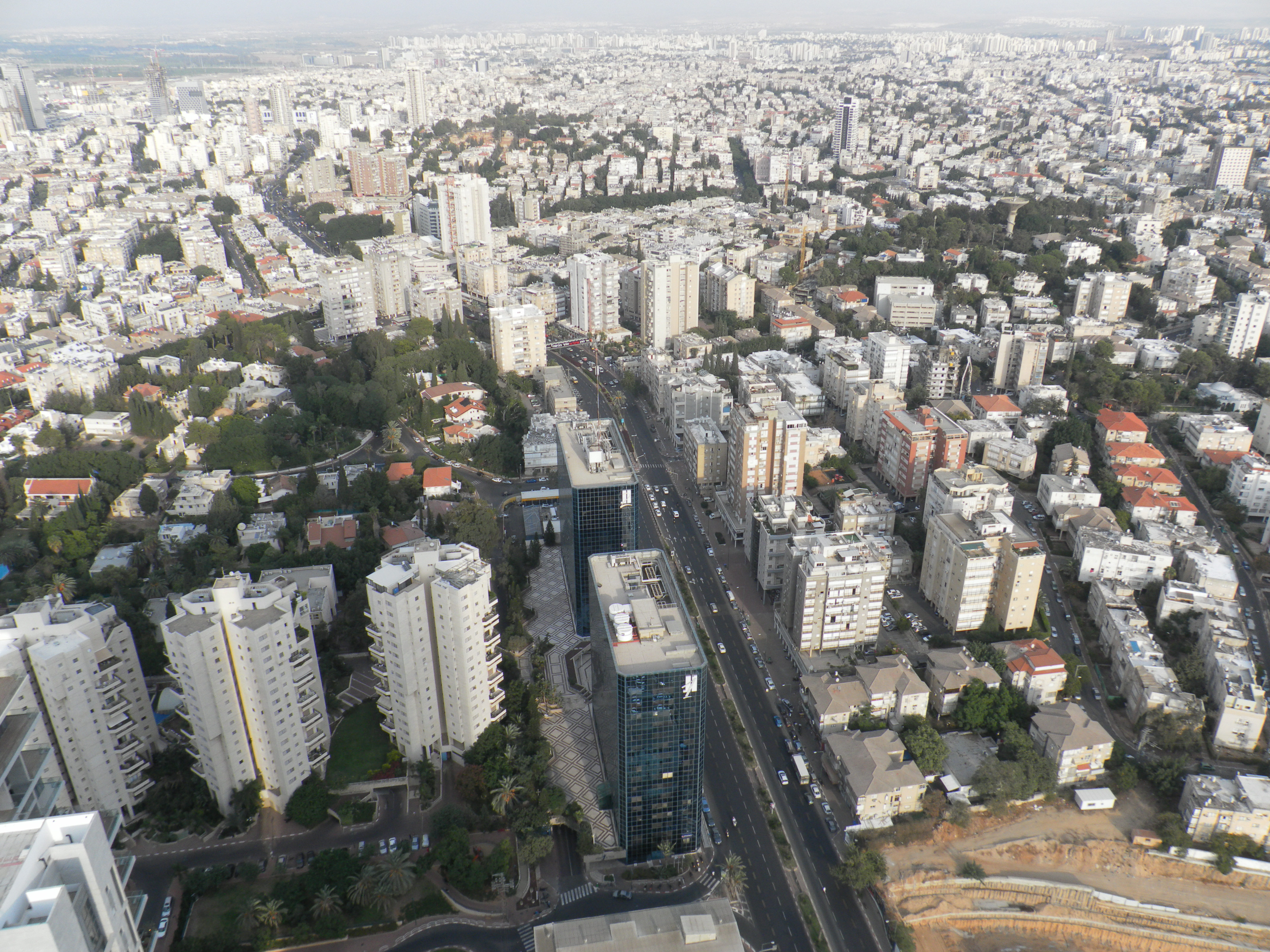
モシェ・アヴィヴ・タワーから望むラマト・ガンの街並み

ラマト・ガンは、テルアビブの衛星都市として1921年にIr Ganim協会によって設立された。様々な記録が残っており、およそ1914年から1918年の間に 最初の土地が購入されたものと考えられている。当初、入植地は小麦、大麦、スイカを育てるシオニストのモシャバであった。もともと入植地はIr Ganim（庭園の町）と呼ばれていたが、1923年、名をラマト・ガン（庭園の高根）に変更している。1926年、地方自治体の地位を得たが、1933年まで入植地はモシャバとしてあり続けていた。この時点で約450人の居住者がいた。1940年代には言語戦争の舞台となり、ラマト・ガンにあったイディッシュ語の印刷機は、過激なヘブライ語派によって爆破されるという事件が発生した。ラマト・ガンの発展における原動力としては、1940年から1945年にかけてナチスや戦争を逃れてヨーロッパからパレスチナに来たユダヤ人移民の流入は極めて重要である。ラマト・ガン経済は、農業から徐々に商工業の重要な中心地へと発展していった。1946年、人口は1万2000人まで増加、1950年にはラマト・ガンは市として認められている。1955年時点で、5万5000人の人口があった。最初の市長は43年間ものあいだ政権にとどまったAvraham Krinitziである。1961年、ラマト・ガン市の面積はテルハショメルとバル＝イラン大学、シバ医療センターを含む領域を囲むように東に拡大している。1968年には世界最大のダイヤモンド取引所がラマト・ガンに開かれた。
市の名前であるラマト・ガン（庭園の高根）は数多くの公園や庭園が横たわっていることに因むものである。

## 地理と気候
ラマト・ガン市は、テルアビブ市のグッシュ・ダン大都市圏の東側に位置している。北はヤルコン川、東はブネイ・ブラクと隣接している。ギヴァタイムは南西にある。地中海性気候であり、春は3月に始まり、5月の後半頃から夏が始まる。夏の平均気温は26℃であり、冬は12℃である。雪が降ることはまれであるが、しばしば気温が6℃まで下がることがある。ラマト・ガンの年間平均降雨量500mmであり、平均海抜80メートルに位置している。町は石灰岩の丘の上に建てられた。ラマト・ガンには数多くの公園や、庭園がある。国立公園は約1900/ドゥナム（19/km2）であり、イスラエルで2番目に大きい。MeromNaveh周辺にはデイヴィッド・パークがある。ラマト・ガンの約25％が公共の公園で覆われている。
ラマト・ガン地域には、シティセンター、ならびにダイヤモンド取引所地区などがある。

## 人口統計
市の年齢人口
| 年齢    | 割合  |
| ------- | ----- |
| 0-4     | 6,9%  |
| 5-9     | 5,6%  |
| 10-14   | 5,5%  |
| 15-19   | 5,4%  |
| 20-29   | 14,5% |
| 30-44   | 22,9% |
| 45-59   | 17,3% |
| 60 以上 | 22,0% |

引用: イスラエル中央統計局.
イスラエル中央統計局によると2009年現在で 市の人口は、14万5900人であった。2009年のデータによると、95.1パーセントの住民はユダヤ人である。
2006年現在、12000/ドナム（12/km2）の面積に12万9700人の居住者がいた。市の人口密度は、1平方キロメートルあたり9822.6/km2であり、イスラエルで最も高い人口密度の一つである。ラマトガンの住民の起源に関しては、ヨーロッパやアメリカから4万2900人、アフリカから1万0200人、アジアから2万9200人、イスラエルでは4万0600人である。ラマトガンの住民の8万6200人はイスラエルで生まれた、一方で、3万6600人は海外で生まれている。
イスラエル中央統計局の調査によると、2001年現在で、ラマト・ガンの社会経済学的評価の順位は10点中8点であった。2000年、高校3年の70.9パーセントは入学証明書を受け取った。その年、ラマト・ガンの平均賃金は6995新シェケルであった。2006年現在において、定年退職した2万3300世帯を含め、市内の3万2100世帯には労働に従事していない人がいた。その内1900世帯は失業者を抱えていた。ラマト・ガンの雇用における最大の業種は会計業務の18.1％であり、以下、教育15.1％、卸売・小売業・修理業14.2％、製造業10.8％、医療・福祉・社会福祉サービス10.0％である。

## 経済

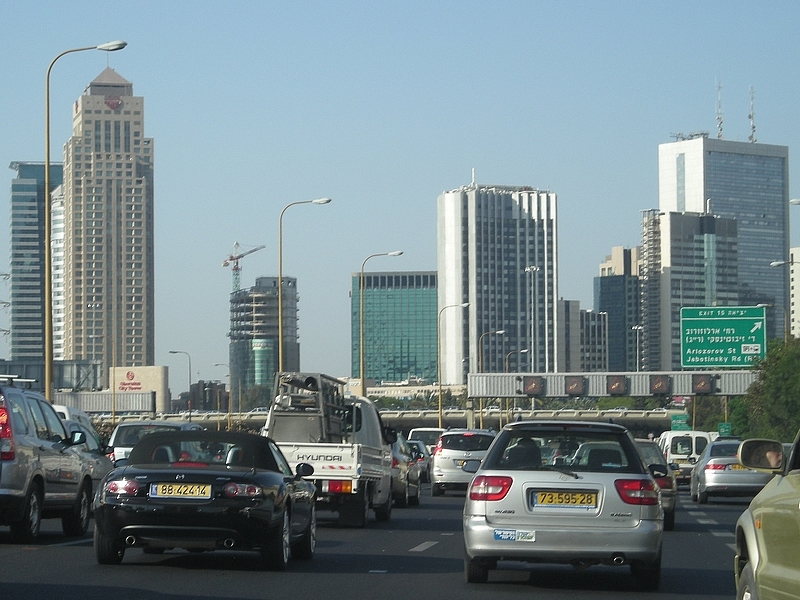
ラマト・ガン

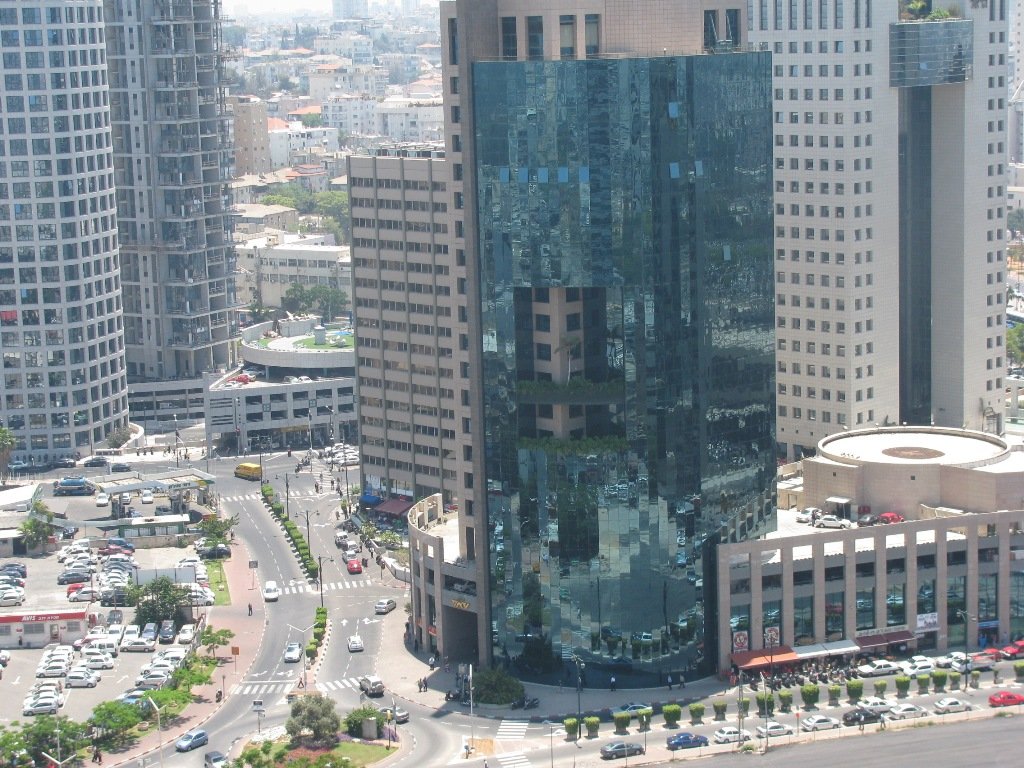
高層ビル

経済は、街の北西にあるダイヤモンド取引所地区(Diamond Exchange District)によって支配されている。超高層ビルが大規模に集中、イスラエルで最も高い240メートル以上のモシェ・アヴィヴ・タワー(Moshe Aviv Tower)（シティゲート）、シェラトンシティタワー（170メートル）、アヤロンタワー（130メートル）、オパールタワー（124メートル）、サヴヨンタワー（119メートル）、ダイヤモンド取引所（ダイヤモンドにおける世界のリーダー）、大きなシェラトンホテル、チェック・ポイント・ソフトウェア・テクノロジーズやArticlesBaseなど数多くのハイテク企業が林立している。
2006年、賭博、売春の取り締まりをきっかけに、地域における生活の質は改善された。
インドステイト銀行イスラエル本社、ミズラヒ銀行本社はダイヤモンド取引所地区に位置し、同様に、欧州連合代表部、ベルギー大使館、ノルウェー大使館、オランダ大使館、ヨルダン大使館、ガーナ大使館、ケニア大使館、コートジボワール大使館もそのエリアに位置している。その他数多くの国の大使館もラマト・ガン市内に置かれている。イスラエルの労働組合の総連合であるヒスタドルート（労働総同盟）が市内に本部を置いている。ラマト・ガンの南に位置するヒリヤには中東最大のごみ収集施設がある。
さらに、ラマト・ガンは産業と製造業における重要な中心地でもあり、メジャーな果物や野菜の缶詰工場、繊維工場、金属製造プラント、電気メーカー、家具メーカー、食料生産業などはここを根拠地としている。
現在、モシェアビブタワーを超える高さであるエリートタワー(Elite Tower)の建設が進められている。タワーは、値段として平均約100万ドルで、豪華な住居を提供する計画である。2006年末、ラマトガンには3つのホテルにして合計408室があった。

## 宗教
ラマト・ガンには112のシナゴーグ、2つのイェシーバーとカバラ・センターがある。さらに、仏教寺院、サイエントロジー・センターがある。

## 地方自治体
ラマト・ガン市長はツヴィ・バーである。市内の市議会は25議席で構成されている。

## 教育
ラマト・ガンには、2万4000人の学生を抱えるイスラエルで2番目に大きい大学であるバル＝イラン大学がある。また、シェンカル・カレッジ・オブ・エンジニアリング・アンド・デザイン、ラマトガン・カレッジ、ベイトツヴィ演劇カレッジは同市に位置している。

## ヘルスケア

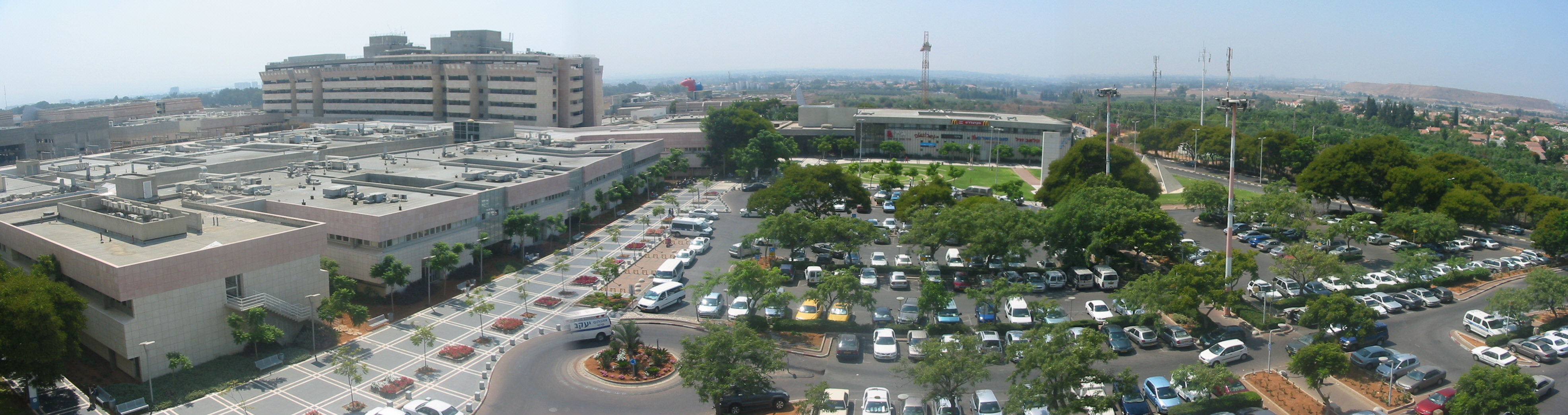
シバ・メディカルセンター

ラマト・ガン南東テルハショメルにあるシバ・メディカルセンターは、1948年に設立されたイスラエル最大の病院である。それはサフラ小児科病院およびPadeh老人医療リハビリテーションセンターを含んでいる。市には、保健機関によって展開されている32の医療センターと地方自治体が運営している10の育児クリニックがある。

## 文化

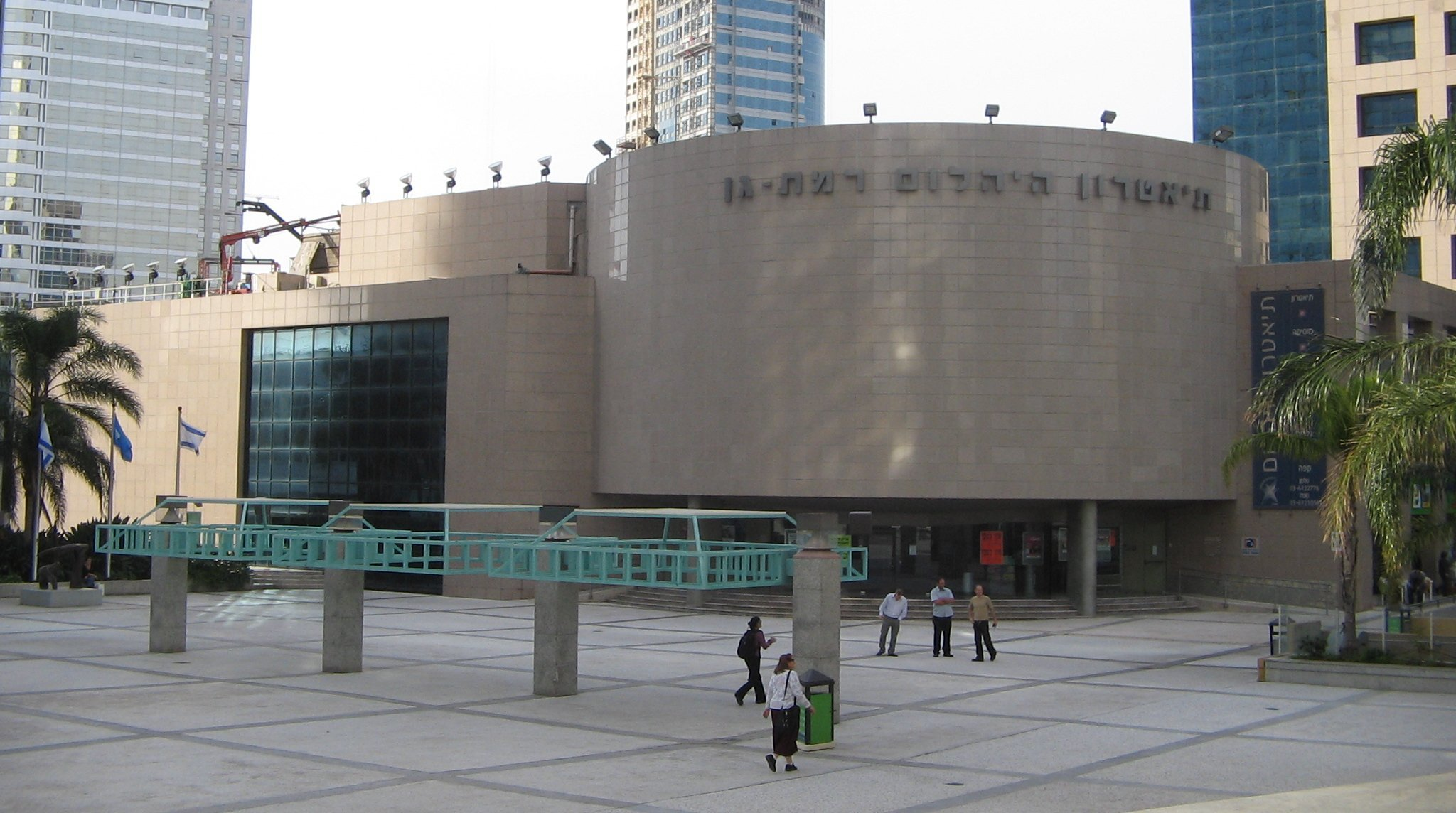
ダイヤモンドシアター

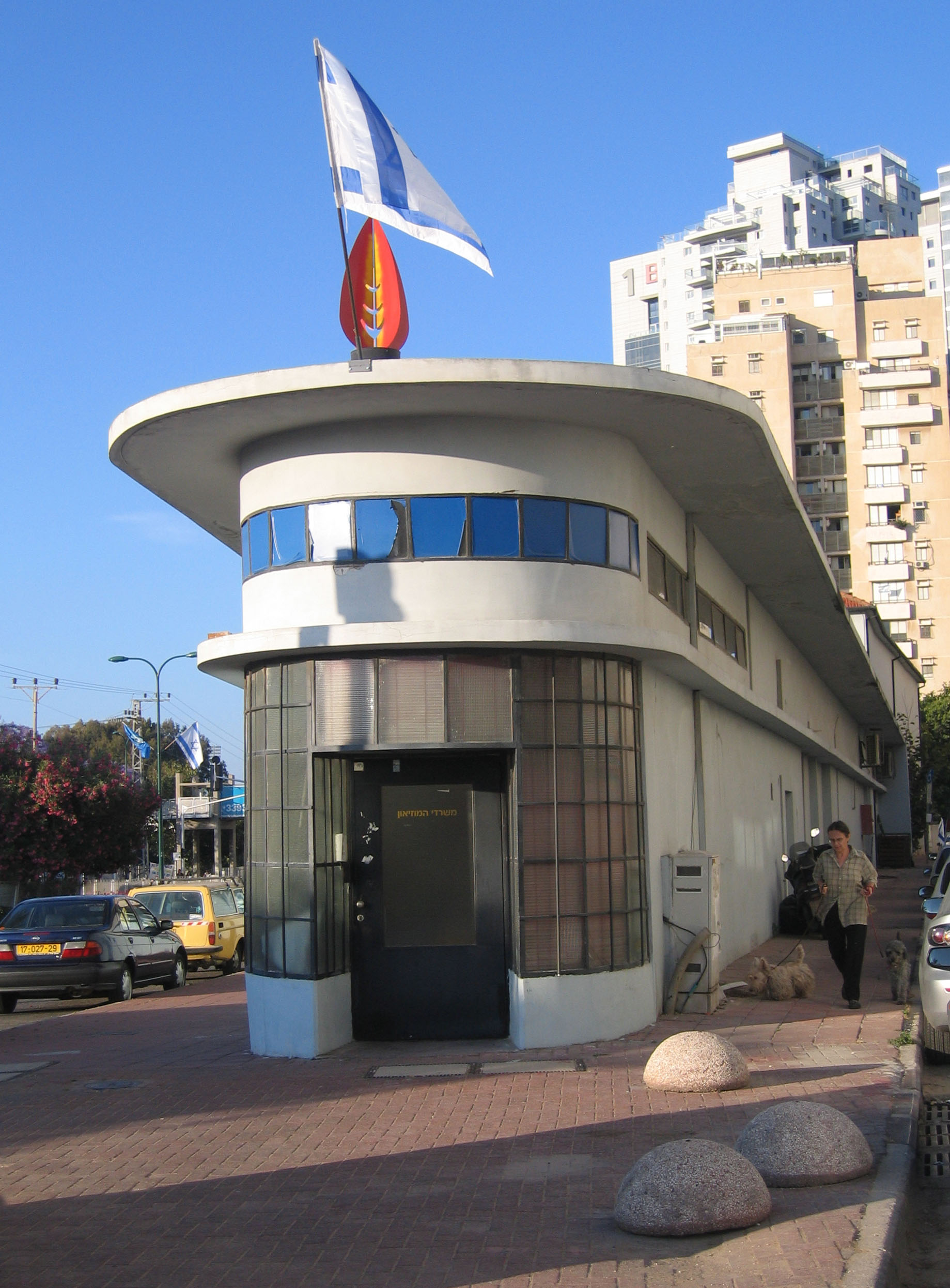
ラマト・ガン博物館

ラマト・ガンにある文化施設としてはラマトガンシアター、ダイヤモンドシアター、ラッセル文化センターがある。ベイトツヴィ舞台芸術学校はラマ・トガンを根拠地としている。LEV-Elramシネマとイエスプラネットの2つのシネマコンプレックスが運営されている。
ラッセル文化センターは市の南部に位置しており、コンサート、公演、演劇などの多様な文化活動、ワークショップを行っている。
最初の市長であるベイト・アブラハム・クリニチィを記念する歴史博物館はもともとベイト・アブラハム・クリニチィの私邸だったが後に博物館に生まれ変わりマルチメディアを使用して彼の伝記を紹介している。
ハリー・オッペンハイマー・ダイヤモンド博物館は、イスラエルのダイヤモンド業界にまつわる話を語っている。
マン・アンド・ザ・リビングワールド博物館は、自然史における様々な生活、自然を紹介しており、マルチメディア、さらに最新の技術を利用して教育活動の中心となっている。
マッカビ博物館は1898年以降のユダヤ人のスポーツの文書と記念品を紹介するなど、歴史に焦点を当てている。
ラマト・ガンサファリは250/エーカー（1.0 km2）の広さの動物園であり約1600匹の動物がいる中東で最大の動物コレクションである。
市内の他の博物館としては、イスラエル美術館、彫刻ギャラリーと陶芸スタジオがあるKiryat Omanut、ロシア美術館、ユダヤ美術館、エヒエルナハリ極東美術館がある。

## 考古学
街の北西には初期青銅器時代（紀元前2800年から紀元前2600年）にさかのぼる考古学的な遺跡、紀元前2000年から紀元前1500年頃までのヒクソスの要塞の町がテルゲリサ付近で確認されている。

## スポーツ

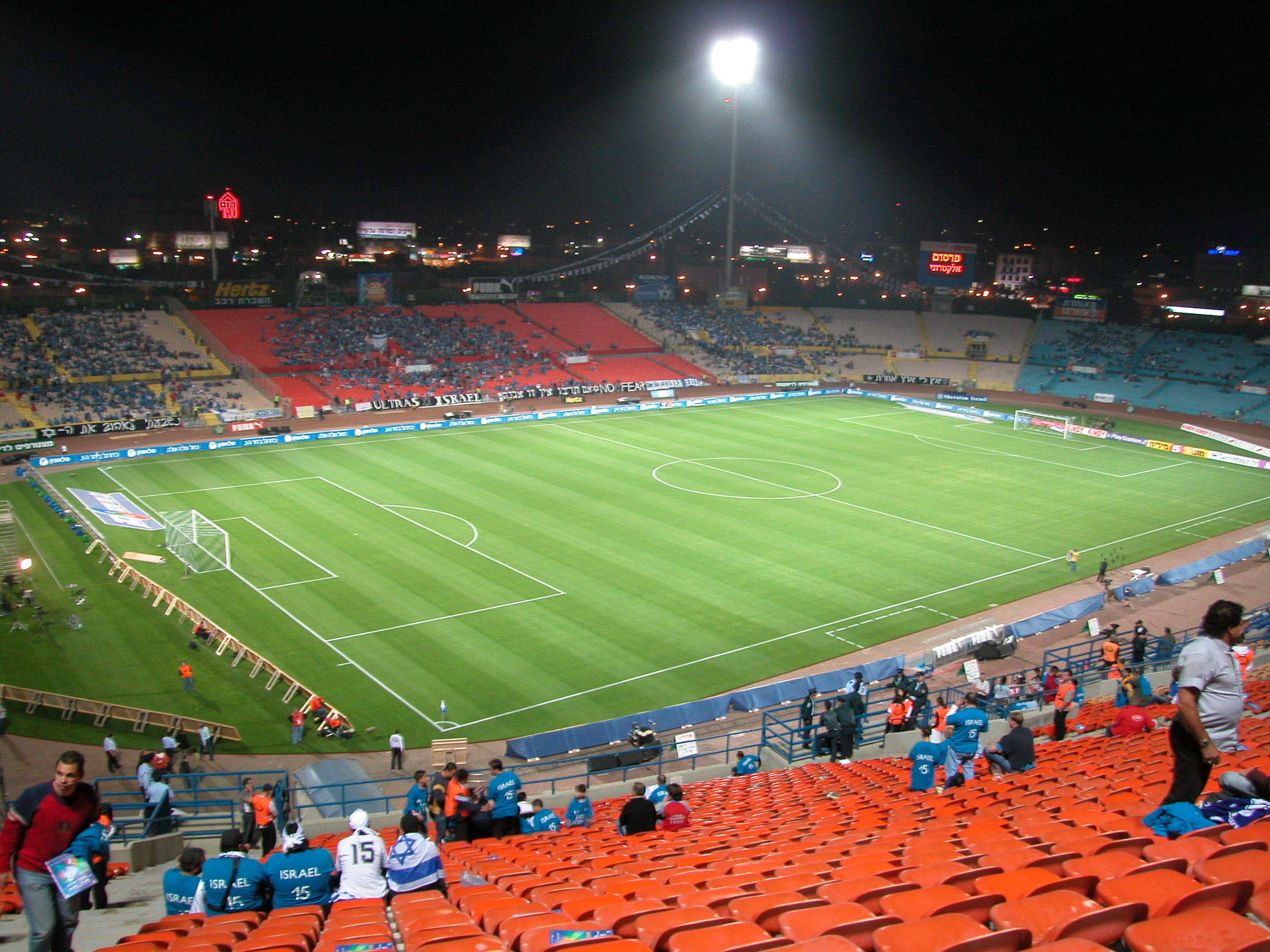
ラマト・ガン・スタジアム

イスラエルサッカー協会の本部はラマト・ガンにある。サッカーイスラエル代表のホームスタジアムであり、マカビア競技大会が4年に1度開催されているラマト・ガン・スタジアムは、イスラエルの国立サッカースタジアムであり、41,583人を収容するイスラエル国内で最大のスタジアムである。
バスケットボールでは、Ironi Ramat Ganバスケットボールチームがイスラエル・バスケットボール・スーパーリーグで活躍している。

## 著名な住人

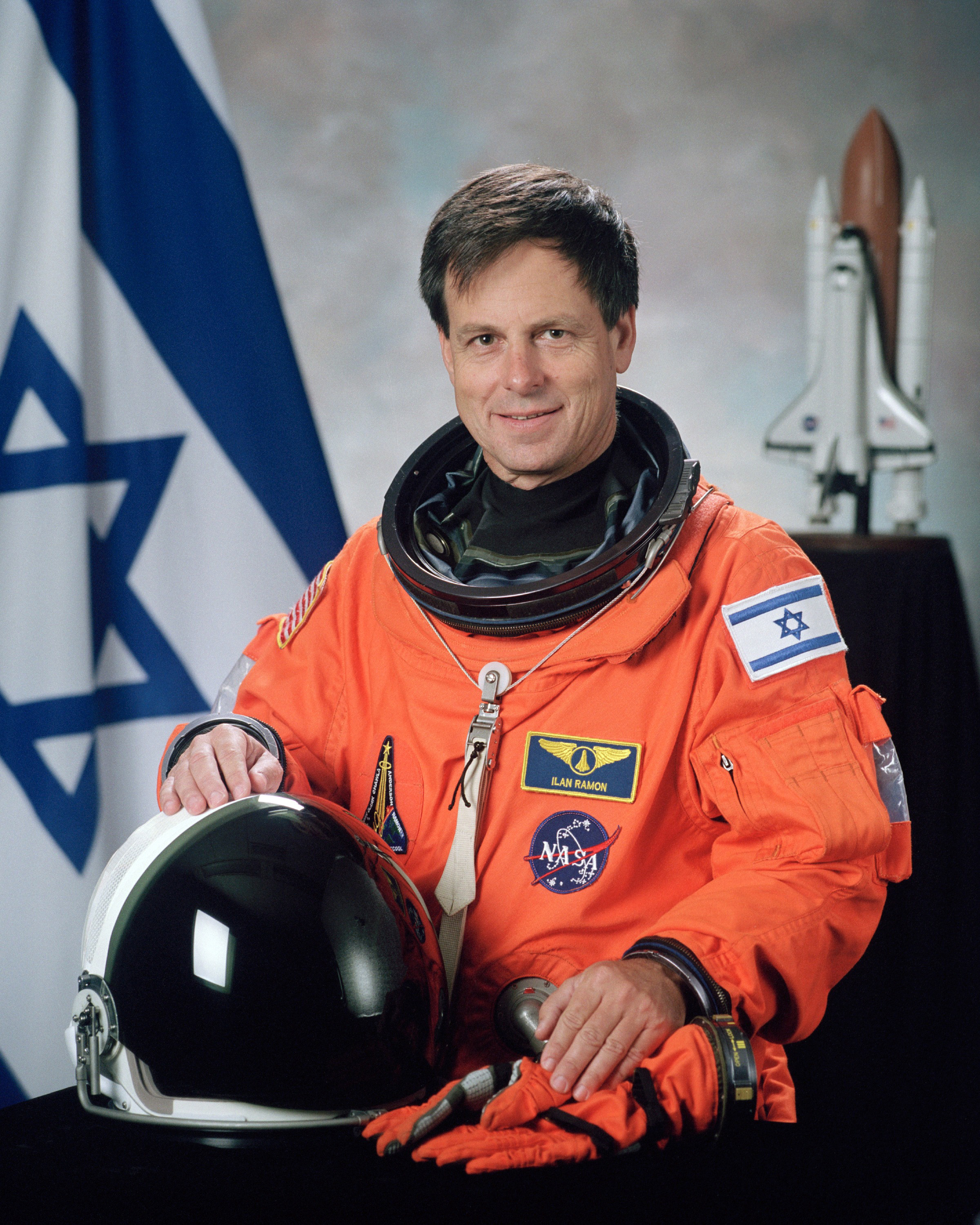
イラン・ラモーン

- リオル・エリヤフ　プロバスケットボール選手
- イラン・ラモーン　宇宙飛行士
- シルバン・シャローム　政治家

## 姉妹都市
ラマト・ガンの姉妹都市は以下の通り。
| - バーネット イギリス,ロンドン - カッセル ドイツ - マイン・キンツィヒ地区 ドイツ - フェニックス アメリカ合衆国, アリゾナ - サン・ボルハ ペルー, リマ |  | - ストラスブール フランス - ソンバトヘイ ハンガリー - ヴァインハイム ドイツ - ヴロツワフ ポーランド - 瀋陽市 中国 |  | - メンドーサ アルゼンチン - ペンザ ロシア - 桃園市 台湾 |